# Étagnac
Étagnac (Occitaans: Estanhac) is een gemeente in het Franse departement Charente en de regio Nieuw-Aquitanië. De plaats maakt deel uit van het arrondissement Confolens. Étagnac telde op 1 januari 2022 987 inwoners.

## Geografie
De oppervlakte van Étagnac bedroeg op 1 januari 2022 29,23 vierkante kilometer; de bevolkingsdichtheid was toen 33,8 inwoners per km².
De onderstaande kaart toont de ligging van Étagnac met de belangrijkste infrastructuur en aangrenzende gemeenten.

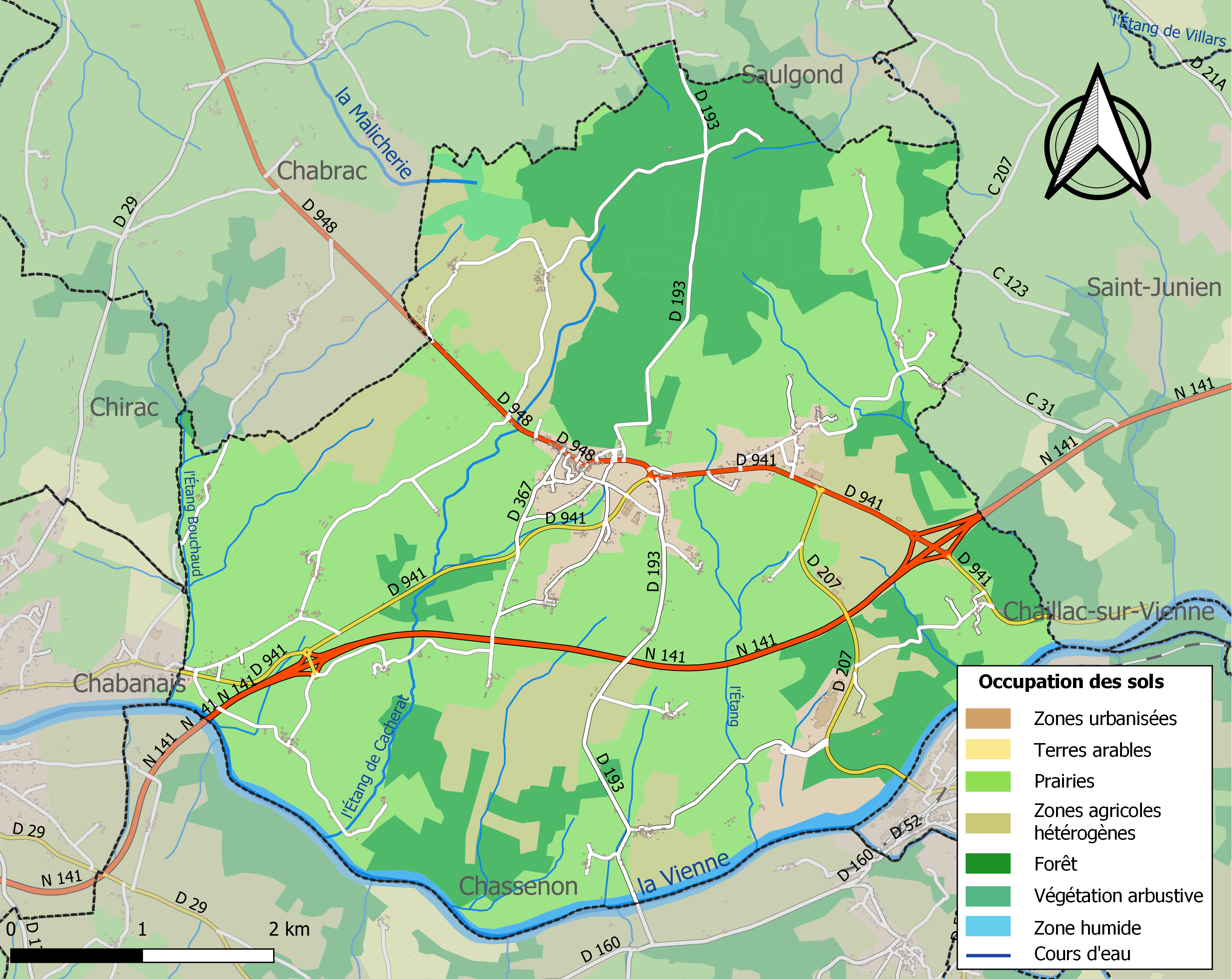

## Demografie
Onderstaande figuur toont het verloop van het inwonertal (bron: INSEE-tellingen).